# Selenocosmia raciborskii
Selenocosmia raciborskii é uma espécie de aranha pertencente à família Theraphosidae (tarântulas).